# Slag bij Kaap Spartivento
De Slag bij Kaap Spartivento, in Italië bekend als de Slag bij Kaap Teulada, was een zeeslag tijdens de Slag om de Middellandse Zee in de Tweede Wereldoorlog. Het werd uitgevochten tussen maritieme eenheden van de Britse Royal Navy enerzijds en de Italiaanse Regia Marina anderzijds op 27 november 1940 tijdens de Tweede Wereldoorlog.

## Achtergrond
In de nacht van 11 op 12 november 1940 werden de helft van de Italiaanse slagschepen tijdens de slag bij Tarente óf vernietigd óf voor lange tijd onbruikbaar gemaakt door Britse Fairey Swordfish-vliegtuigen. Tot dan toe hadden de Italianen hun slagschepen in de haven achtergelaten en gebruikten het als een potentiële bedreiging tegen de Britse scheepvaart, zelfs toen het nooit de haven verliet. De Italiaanse vloot besloot echter de schepen niet het gevecht aan te laten gaan, zelfs als ze de kans daarvoor kregen.
In de nacht van 17 november was een Italiaanse strijdmacht, bestaande uit de slagschepen Vittorio Veneto en Giulio Cesare en een aantal andere eenheden, van plan om Britse kruisers en twee vliegdekschepen, de HMS Ark Royal en HMS Argus, te onderscheppen die op weg waren om vliegtuigen op Malta te bezorgen (Operatie White). Het Britse konvooi werd gewaarschuwd over de komst van de Italiaanse schepen en maakte meteen rechtsomkeert naar Gibraltar, terwijl hun toestellen (twee Blackburn Skua’s en twaalf Hawker Hurricanes) vervroegd moesten opstijgen. Eén Skua en acht Hurricanes gingen verloren op zee toen hun brandstoftanks leeg raakten voordat ze hun bestemming bereikten; zeven piloten kwamen om.
Dit Italiaanse succes in het verstoren van de luchtversterking van Malta baarde de Britten grote zorgen voor een nieuw konvooi om het eiland te bevoorraden (Operatie Collar). Dit konvooi werd meer en zwaarder bewaakt waarbij schepen van Force D en Force H uit respectievelijk Alexandrië en Gibraltar werden ingezet. Het konvooi uit Gibraltar werd door de Italiaanse inlichtingendienst opgemerkt en opnieuw voer de Italiaanse vloot uit om het te onderscheppen. De eerste Italiaanse marine-eenheid die in de nacht van 27 november visueel contact met de vloot maakte was de torpedoboot Sirio. Nadat ze van lange afstand twee torpedo’s had gelanceerd en die allebei hun doel misten, verstuurde de torpedoboot een rapport waarin stond dat zeven vijandelijke oorlogsschepen oostwaarts voeren.

## De slag
De Britten, die op de hoogte waren van de bewegingen van de Italiaanse vloot, stuurden hun strijdkrachten naar het noorden om de Italianen te onderscheppen voordat ze te dicht bij de vrachtschepen zouden kunnen komen. Op 27 november, om 09:45, ontdekte een verkenningsvliegboot van het type Ro.43 een Brits eskader dat 32 kilometer ten noorden van Chetaïbi oostwaarts voer.
Kort daarna, om 09:56, ontving Somerville een rapport van zijn eigen vliegtuigen van het vliegdekschip HMS Ark Royal, waarin melding werd gemaakt van vijf kruisers en vijf torpedobootjagers. De Britse admiraal vermoedde dat dit Italiaanse eenheden waren die naar het gevecht op zoek waren. Force D was nog niet uit Alexandrië aangekomen en de Britten waren kansloos, maar slechts 15 minuten later werd Force D opgemerkt en de rollen werden omgedraaid. De twee strijdmachten waren tamelijk gelijk; hoewel de Italiaanse schepen over een groter bereik en zwaardere kanonnen beschikten, hadden de Britten een vliegdekschip, die zichzelf na de slag bij Tarente had gelijkgesteld aan een slagschip. De Italiaanse bevelhebber had echter bevel gekregen om gevechten te vermijden totdat het goed genoeg in zijn voordeel was, dus een beslissende slag was hier niet aan de orde.

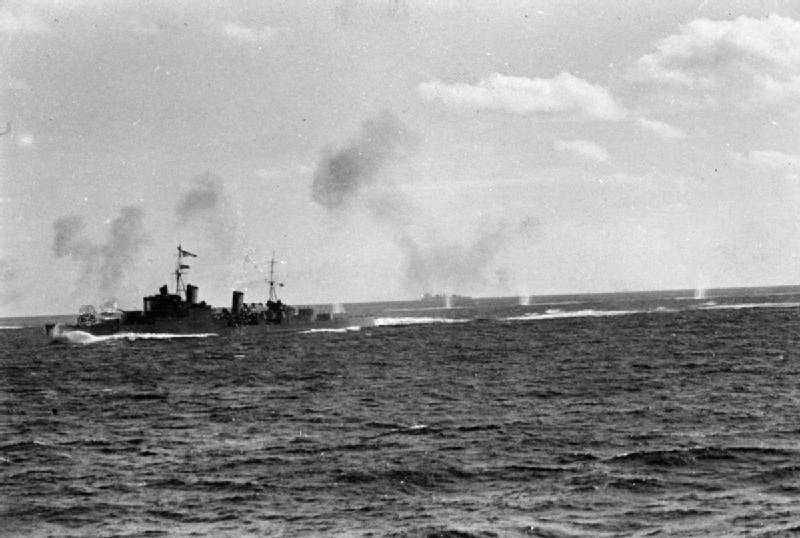
De HMS Southampton ligt onder vuur

Admiraal Somerville stelde in slagorde zijn schepen in twee groepen op, met vijf kruisers onder schout-bij-nacht Lancelot Holland vooraan en twee slagschepen en zeven torpedobootjagers in een tweede groep in het zuiden. Veel verder naar het zuiden bereidde de HMS Ark Royal zich voor om een groep Fairey Swordfish-torpedobommenwerpers te lanceren.
De Italianen waren in drie groepen georganiseerd, twee van zes zware kruisers en zeven torpedobootjagers en een derde van twee slagschepen en nog eens zeven torpedobootjagers achteraan. Nadat hij een bericht had ontvangen van een Ro.43 watervliegtuig van de Gorizia waarin duidelijk werd dat een zeeslag op het punt stond te beginnen met gelijk geëvenaarde strijdmachten, beval de Italiaanse bevelhebber de kruisergroepen om zich opnieuw te vormen rond de slagschepen en af te varen. Op dit moment had de leidende groep van kruisers zich al naar de Britse schepen begeven en moest het wel de strijd aangaan.
Om 12:22 kwamen de leidende groepen van de kruisers van beide partijen binnen elkaars vuurbereik en de Fiume opende het vuur van een afstand van 23.500 meter. Het vuren bleef doorgaan toen de twee strijdmachten van elkaar verwijderd raakten, maar de Britten raakten achter bij de Italianen. Een ouder slagschip, de HMS Ramillies, was te langzaam om de formatie te handhaven en deed vanaf 12:26 niet meer mee aan de slag na een paar salvo’s te hebben afgevuurd. Vier minuten later kreeg de aanvoerder van de Italiaanse kruisergroep, vice-admiraal Angelo Iachino, het bevel om zich terug te trekken, hoewel de slag enigszins in hun voordeel verliep. Iachino beval om de snelheid naar 30 knopen te verhogen, een rookgordijn op te trekken en te beginnen om terug te trekken. Op dit moment werd de Italiaanse torpedobootjager Lanciere aan stuurboord geraakt door de HMS Manchester en werd serieus beschadigd, ofschoon ze na de slag naar een marinehaven werd gesleept. De Britse zware kruiser HMS Berwick werd om 12:22 geraakt door een enkele 203-mm granaat, waarbij een geschutskoepel werd uitgeschakeld en zeven mensen het leven lieten. Een tweede inslag om 12:35 veroorzaakte lichte schade.
In de volgende paar minuten werden de rollen in het voordeel van de Britten gedraaid, toen de slagkruiser HMS Renown de afstand tussen haar en de Italiaanse kruisers verkleinde. Dit gewin werd snel tenietgedaan toen de Vittorio Veneto het vuur om 13:00 van een afstand van 26.500 meter opende. De Vittorio Veneto vuurde negentien granaten in zeven salvo’s van lange afstand af en dat was genoeg voor de nu kansloze Britse kruisers, die rechtsomkeer maakten na het vierde salvo. Beide strijdmachten bliezen de aftocht, de slag duurde in totaal 54 minuten en aan beide zijden was er slechts lichte schade.

## Slagorde

### Regia Marina
- Admiraal Inigo Campioni
  - 2 slagschepen: Vittorio Veneto en Giulio Cesare
  - 7 torpedobootjagers: Alpino, Bersagliere, Fuciliere, Granatiere, Dardo, Freccia en Saetta
- Vice-admiraal Angelo Iachino
  - 6 zware kruisers: Bolzano, Fiume, Gorizia, Pola, Trieste en Trento
  - 7 torpedobootjagers: Ascari, Carabiniere, Lanciere (beschadigd), Oriani, Alfieri, Carducci en Gioberti

### Royal Navy
- Admiraal James Somerville
  - 1 slagschip: Ramillies
  - 1 slagkruiser: Renown
  - 9 torpedobootjagers: Encounter, Faulknor, Firedrake, Forester, Fury, Gallant, Greyhound, Griffin en HMS Hereward (H93)
- Schout-bij-nacht Lancelot Holland
  - 1 zware kruiser: Berwick (beschadigd)
  - 4 lichte kruisers: Manchester, Newcastle, Sheffield, Southampton
- niet direct betrokken bij de slag
  - 1 vliegdekschip: Ark Royal (met 12 jagers, 12 duikbommenwerpers en 40 torpedobommenwerpers)
  - 2 torpedobootjagers: Jaguar en Kelvin
- escortes en konvooischepen
  - 1 luchtafweerkruiser: Coventry
  - 1 lichte kruiser: Despatch
  - 3 torpedobootjagers: Duncan, Hotspur en Wishart
  - 4 korvetten: Peony, Salvia, Gloxinia en Hyacinth
  - 4 vrachtschepen